# Crête-à-Pierrot
Die Crête-à-Pierrot war ein haitianisches Kanonenboot, das von 1896 bis zu seinem Untergang 1902 als Flaggschiff der haitianischen Marine diente. Es wurde am 6. September im Rahmen des Markomannia-Zwischenfalls im Hafen von Gonaïves von der eigenen Besatzung  gesprengt und dann von dem deutschen Kanonenboot Panther durch Geschützfeuer endgültig versenkt.

## Dienstzeit
Nach ihrer Fertigstellung in Hull wurde die Crête in Frankreich vollständig ausgerüstet und bewaffnet und noch im Verlauf des Jahres 1896 in Haiti in Dienst gestellt, wo sie als Flaggschiff der nur aus wenigen Kanonenbooten bestehenden Marine diente. Der erste Kommandant war ein schottischer Söldner, Kapitän Gilmour. In dieser Epoche dienten zahlreiche Schotten und Engländer als Maschinisten bzw. Ingenieure in lateinamerikanischen Marinen, da diese oftmals nicht über genügend technisch qualifiziertes Personal verfügten. Die Funktion der haitianischen Marine bestand in dieser Zeit weniger in der Abwehr äußerer Gegner, sondern sie diente als innenpolitisches Instrument der jeweiligen Regierung zur Kontrolle des Küstenraums, um Landungsversuche gegnerischer Parteien von der Seeseite her abzuwehren.
Mitte 1902 wurde das Kanonenboot von dem britischen Kapitän Reed (andere Schreibweise Read) kommandiert, über den keine weiteren Angaben vorliegen. Auch der Erste Offizier Oxley und der Chefingenieur Cree waren britische Staatsangehörige. Da die Crête als Flaggschiff diente, hielt sich auch Admiral Hammerton Killick (1856–1902) an Bord auf. Er hatte sich mitsamt der Marine im Juni des Jahres der Revolutionspartei unter Anténor Firmin angeschlossen und versuchte, jegliche Unterstützung für den provisorischen Präsidenten Pierre Nord Alexis abzufangen. Im Rahmen dieser Auseinandersetzung blockierte er mit der Crête den Hafen von Cap Haitien und stoppte den HAPAG-Dampfer Markomannia, der u. a. Waffen für die Regierung Alexis transportierte, woraus sich der Markomannia-Zwischenfall entwickelte.
Sowohl die Regierung Alexis als auch die deutsche Reichsregierung betrachteten Killicks Vorgehen als einen Akt der Piraterie. Das in der Karibik operierende Kanonenboot Panther, Kommandant Korvettenkapitän Richard Eckermann, erhielt daraufhin vom Admiralstab den Befehl, die Crête entweder zu entern und der Regierung Alexis zu übergeben oder aber zu versenken.

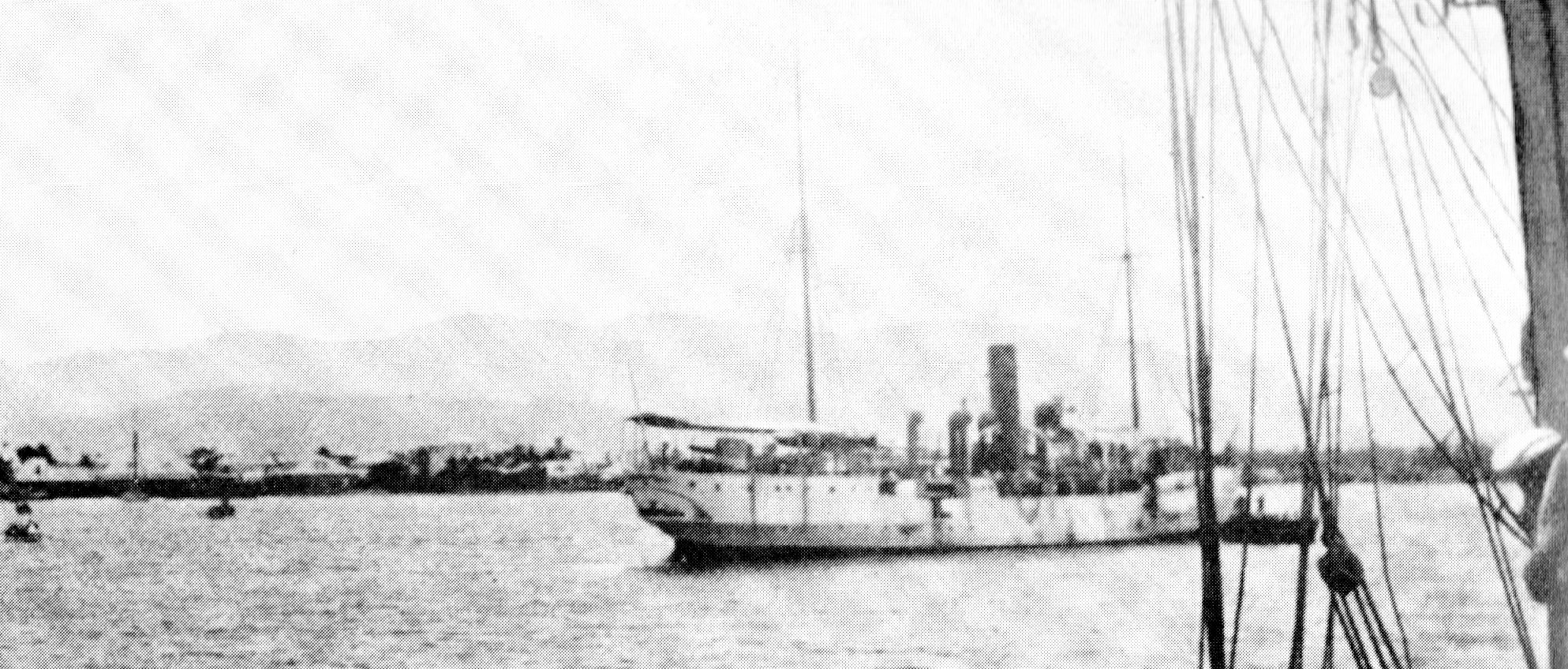
Die Crête-à-Pierrot kurz vor der Versenkung durch SMS Panther

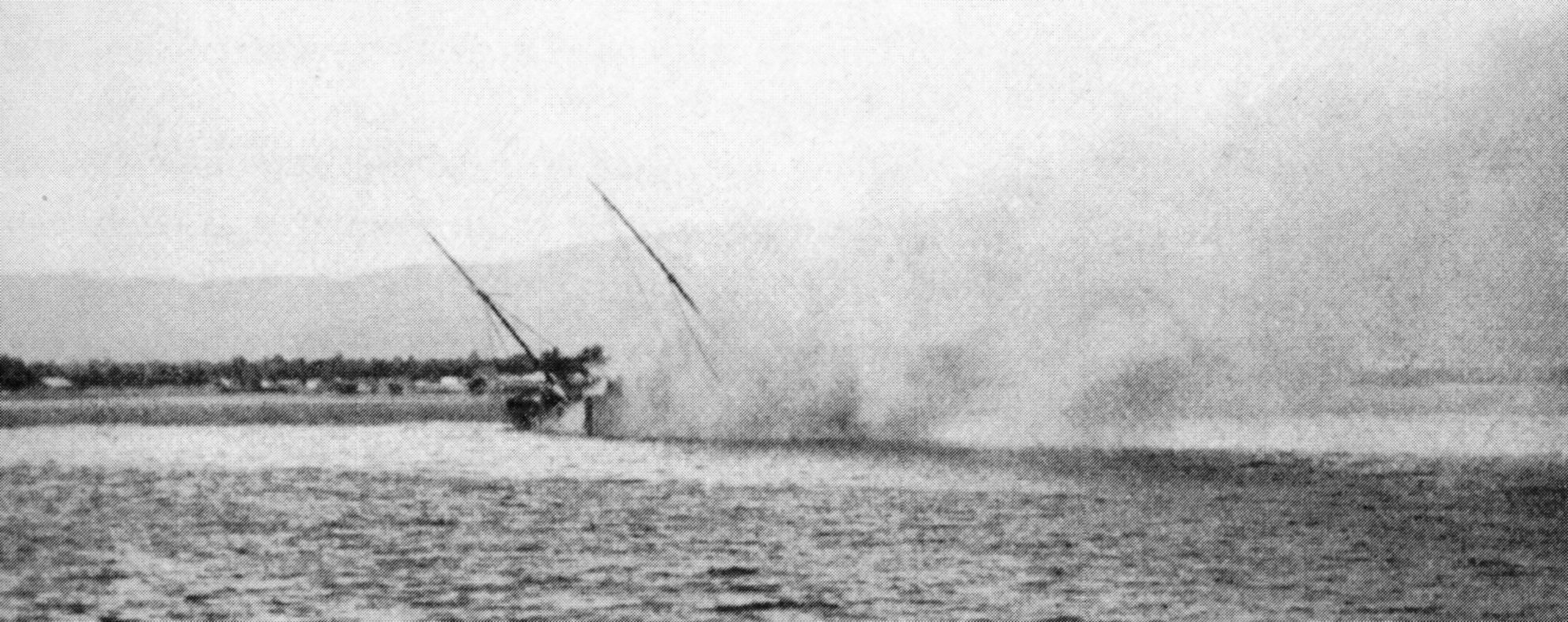
Die Crete-à-Pierrot sinkt nach Beschuß durch SMS Panther

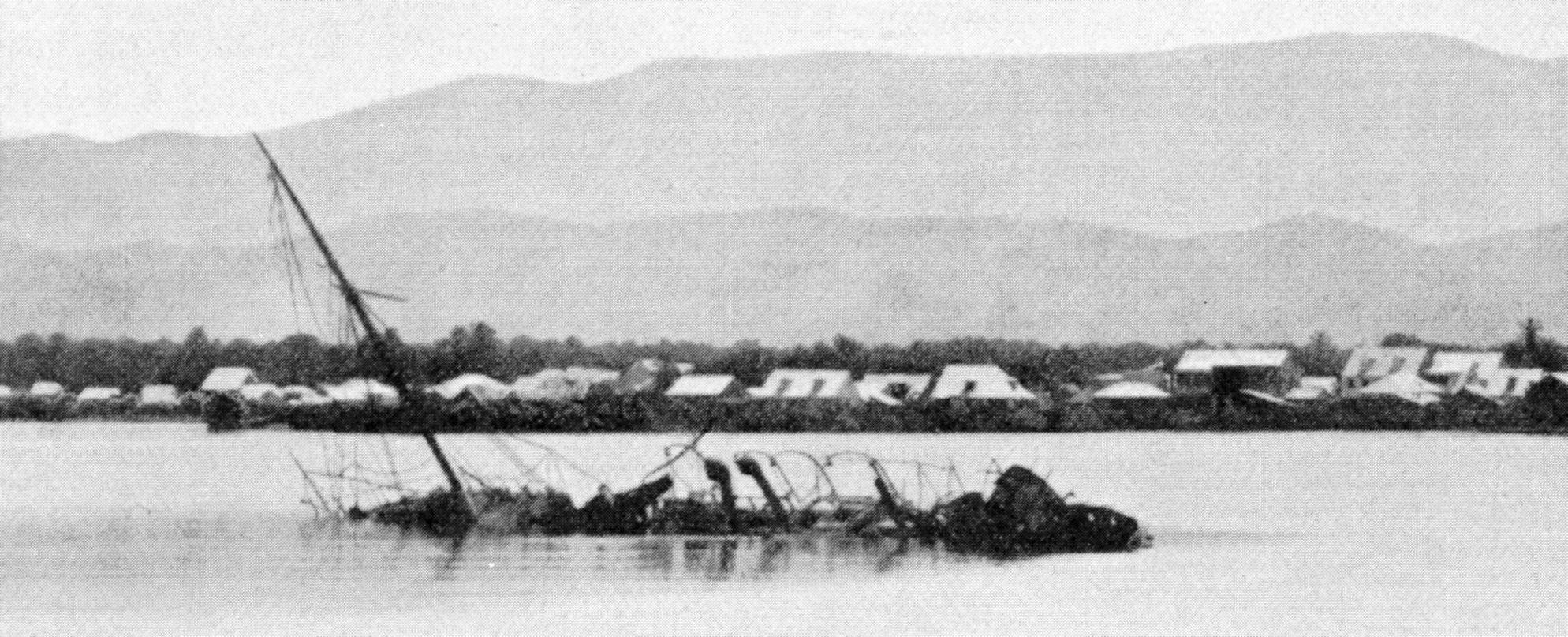
Das Wrack der Crete-à-Pierrot im Hafen von Gonaives

Am 6. September 1902 wurde die Crête im Hafen von La Gonaives angetroffen. Eckermann stellte Killick ein Ultimatum, woraufhin die gut 150-köpfige Besatzung das Schiff verließ. Als ein Enterkommando unter dem 1. Offizier der Panther übersetzen wollte, erfolgten auf der Crête mehrere Explosionen, die das Achterschiff in Brand setzten. Daraufhin befahl Eckermann, das Feuer zu eröffnen. Nach mehreren Treffern brach die Crête auseinander und sank auf den Grund des Hafenbeckens. Wie sich später herausstellte, war Killick an Bord geblieben und hatte das Schiff gesprengt, um es nicht in die Hände der provisorischen Regierung fallen zu lassen.
Killicks Leiche wurde am nächsten Tag geborgen und beigesetzt. Offenbar waren noch drei weitere Besatzungsmitglieder ums Leben gekommen. Ob das Wrack später geborgen wurde, ist unbekannt. Als Ersatz für die Crête wurde später der ehemalige italienische Kreuzer Umbria angekauft.
Am 20. September 1902 interviewte ein Reporter der Daily Mail in Gonaïves die zwei britischen Offiziere des gesunkenen Kanonenboots. Danach hatten die Briten Killick vor der Aufbringung der Markomannia gewarnt, da seine Blockade von Cap Haitien nicht effektiv und damit völkerrechtlich nicht anerkannt sei. Killick habe diese Bedenken jedoch beiseite geschoben. Am 4. September war die Crete in Gonaïves eingelaufen und löschte die Kessel, da sich das Schiff seit drei Monaten im Dauereinsatz befand und die Maschine dringend gewartet werden musste. Der Kommandant, Reed (oder Read), war erkrankt und bereits am Tag vor dem Angriff ausgeschifft worden. Killick sei über die Anwesenheit des deutschen Kanonenboots in haitianischen Gewässern nicht informiert gewesen. Er habe den Kampf zuerst aufnehmen wollen, entschloss sich jedoch, das Schiff selbst zu versenken, um durch ein Gefecht keine internationalen Verwicklungen mit dem Deutschen Reich zu erzeugen. Der deutsche Kommandant habe dann den Hafen sofort verlassen, ohne sich um die deutschen Residenten zu kümmern, obwohl sich inzwischen eine wütende Volksmenge angesammelt hatte. General Firmin habe jedoch sofort Polizisten zum Schutz des deutschen Konsulats entsandt, so dass es nicht zu Ausschreitungen kam.